# Gréning
Gréning (deutsch Greningen) ist eine französische Gemeinde mit 112 Einwohnern (Stand 1. Januar 2022) im Département Moselle in der Region Grand Est (bis 2015 Lothringen). Sie gehört zum Arrondissement Forbach-Boulay-Moselle.

## Geografie
Das Dorf liegt etwa 20 Kilometer südlich des Grenzortes Freyming-Merlebach.

## Geschichte
Der Ort wurde 1337 erstmals als Grenange erwähnt. Weitere Namen waren Grumingen (1594), Gremingen (1606) und Grening (1751).

### Bevölkerungsentwicklung
| Jahr      | 1962 | 1968 | 1975 | 1982 | 1990 | 1999 | 2009 | 2019 |
| Einwohner | 152  | 155  | 159  | 141  | 137  | 132  | 141  | 118  |

## Sehenswürdigkeiten

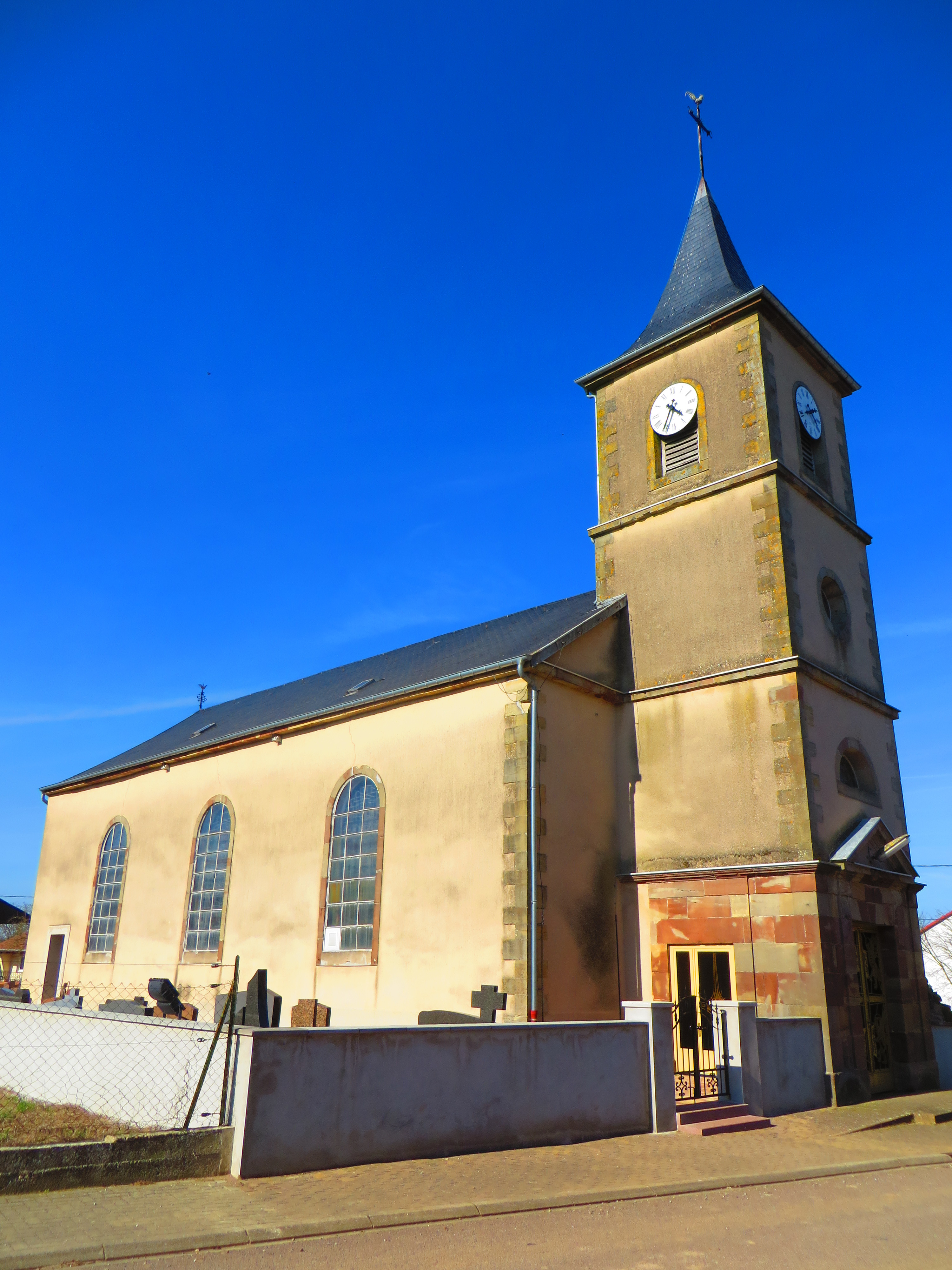
Kirche Saint-Joseph

- Kirche Saint-Joseph von 1840